# Doukkala

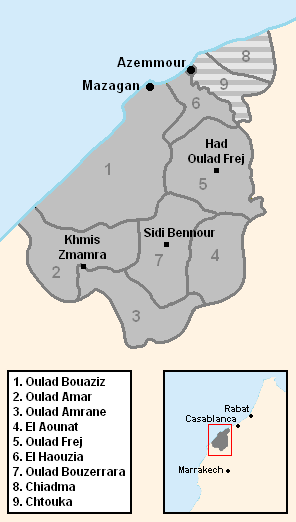
Doukkala

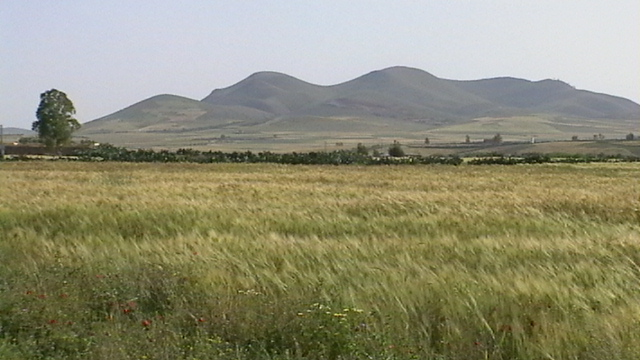
Weizenfelder der Region Doukkala mit dem Jbel Lakhdar im Hintergrund

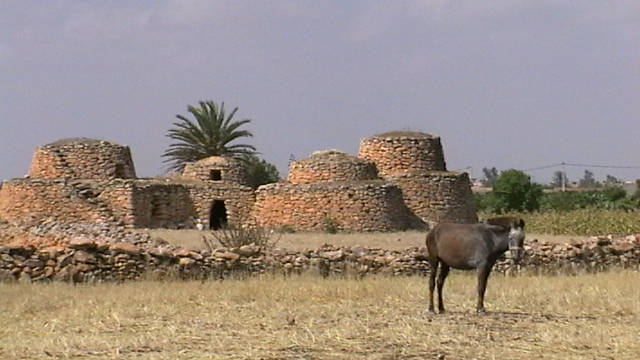
Landschaft mit Feldsteinhütten (tazotas)

Doukkala (arabisch دكالة, DMG Dukkāla, berberisch: idukalen, ⵉⴷⵓⴽⴰⵍⴻⵏ) ist eine historische Region im Westen Marokkos; heute gehört sie zur Region Casablanca-Settat und umfasst im Wesentlichen die heutigen Provinzen El Jadida und Sidi Bennour.

## Lage
Die im Nordwesten flache, im Südosten dagegen hügelige Region Doukkala erstreckt sich von der Atlantikküste bis in das durchschnittlich etwa 250 m hoch gelegene Hinterland. Im Osten grenzt die historische Region Chaouia an, im Süden befindet sich die Region um Marrakesch und im Südwesten die Region Chiadma mit den Küstenstädten Safi und Essaouira. Die höchste Erhebung ist der 687 m hohe Jbel Lakhdar (auch Jbel Xhedar) an der Grenze zur Provinz Rehamna.

## Bevölkerung
Die meisten Bewohner der Region Doukkala sind berberischer Abstammung. Man spricht jedoch zumeist Marokkanisches Arabisch. Größte Städte sind El Jadida (auch Mazagan; ca. 200.000 Einwohner) und Sidi Bennour (ca. 60.000 Einwohner). Lebten am Ende der Protektoratszeit ca. 400.000 Menschen in der Region Doukkala, so sind es heute knapp 3 Millionen, die sich größtenteils auf 7 Stammesgruppen verteilen:
- El Aounate
- El Haouzia
- Oulad Amar
- Oulad Amrane
- Oulad Bouaziz
- Oulad Bouzerrara
- Oulad Frej

## Wirtschaft und Geschichte
Die Doukkala-Region ist traditionell landwirtschaftlich geprägt, auch wenn die Regenfälle – außer in den Monaten November bis Februar – eher spärlich ausfallen. In der Vergangenheit begünstigte dies die Viehzucht, was den nomadisierenden Berbern sehr entgegenkam. Die Berber der Region Doukkala revoltierten bis zu ihrer Unterwerfung durch den Almohadenführer Abd al-Mu'min im Jahr 1160 lange Zeit gegen die Zentralmacht des Nordens. Der Übergang zur Sesshaftigkeit wurde durch die von den Almohaden betriebene Zwangs-Ansiedlung des Banū-Hilāl-Stammes in der 2. Hälfte des 12. Jahrhunderts vorangetrieben; die Almohaden gründeten auch die Festungsstadt Tit beim heutigen Ort Moulay Abdallah. In der Folgezeit kämpften die Doukkala-Berber an der Seite der zentralmarokkanischen Mächte wiederholt gegen die in El Jadida ansässigen Portugiesen. Seit dem ausgehenden 20. Jahrhundert spielt der Tourismus in der ehemals portugiesischen Hafenstadt El Jadida und im ehemals kleinen Fischerort Oualidia eine bedeutende Rolle. Dazwischen liegt der moderne Phosphat- und Chemiehafen Jorf Lasfar.

## Sonstiges
Zwei wichtige historische Stadttore in den Städten Marrakesch und Essaouira tragen den Namen Bab Doukkala.